# سيلفي ليستهاوغ
سيلفي ليستهاوغ (من مواليد 25 ديسمبر 1977) هي سياسية نرويجية والزعيمة الحالية لحزب التقدم اليميني، عملت وزيرة للمسنين والصحة العامة في حكومة إرنا سولبرغ من مايو إلى ديسمبر 2019، ولاحقاً شغلت منصب وزيرة البترول والطاقة من ديسمبر 2019 وحتى يناير 2020 عندما استقال حزبها من الحكومة.
عملت ليستهاوغ كأول وزير للهجرة والاندماج في النرويج من عام 2015 وحتى 2018 وهو منصب استُحدُث خصيصاً أثناء أزمة المهاجرين الأوروبية، وقبلها تقلّدت منصب وزير الزراعة والغذاء من عام 2013 إلى 2015. وعملت كذلك كوزير للعدل والأمن العام والهجرة من يناير 2018 حتى استقالتها في مارس 2018 بسبب منشور مسيء لحزب العمال على الفيسبوك. ترجع أصولها إلى بلدية أوشكوغ الريفية في منطقة سونموره بمقاطعة موره ورومسدال، وبدأت عملها السياسي في مدينة أوسلو كمفوضة للرعاية والخدمات الاجتماعية.
أثناء توليها منصب وزيرة الهجرة والاندماج نجحت ليستهاوغ في خفض عدد طالبي اللجوء الذين يَصلون إلى النرويج من 30 ألف في عام 2015 إلى نحو ألفين فقط في عام 2017. وقد نُسب إليها اقتراح وتأمين الدعم للعديد من اللوائح الجديدة والإشراف على تشديد نظام اللجوء وقوانين لمّ شمل العائلات، مما أدى إلى انخفاض قياسي في أعداد الوافدين من اللاجئين هو الأقل منذ 19عاماً.
تعمل حاليًا كعضو في لجنة الرعاية الصحية في البرلمان النرويجي. وقد وُصفت بـ «النجم الصاعد» في حزب التقدم من قِبَل وسائل الإعلام المحلية والدولية.    وأشار إليها رئيس الحزب السابق كارل هاغن كمرشحة لخلافة سيف ينسن في زعامة الحزب.   وبالفعل اختيرت ليستهاوغ كنائب أول لزعيم حزب التقدم في سبتمبر 2018، ثم رئيسة للحزب بالتزكية في مايو 2021.
تشتهر ليستهاوغ أيضاً بموفقها الداعم بقوة لإسرائيل وحقها في الدفاع عن نفسها، وكذلك بدعمها لنقل السفارة النرويجية في إسرائيل من تل أبيب إلى القدس.
ومن أقوالها الشهيرة والمثيرة للجدل «أعتقد أنه يجب على الوافدين إلى النرويج التكيّف مع مجتمعنا، فنحن هنا نأكل لحم الخنزير، ونشرب الكحول ونُظهٍر وجوهنا. ويجب عليكم الالتزام بالقيم والقوانين واللوائح السارية في النرويج عندما تأتون إلى هنا.» 

## روابط خارجية
- سيلفي ليستهاوغ على موقع IMDb (الإنجليزية)